# Веретенников, Пётр Митрофанович
Пётр Митрофанович Веретенников (1 марта 1919 года — 13 ноября 1943 года) — участник Великой Отечественной войны, командир 1-го стрелкового батальона 933-го стрелкового полка 254-й стрелковой дивизии 73-го стрелкового корпуса 52-й армии Степного фронта, старший лейтенант, Герой Советского Союза (1944).

## Биография
Родился 1 марта 1919 года в селе Богородицкое ныне Песчанокопского района Ростовской области в семье крестьянина. Русский. Окончил семилетнюю школу в селе Богородицкое. Учился в ремесленной школе. В 16 лет вместе с родителями переехал в город Дмитров Московской области. Работал бухгалтером в артели «Новый быт».
В Красной Армии с 1939 года. Участник Великой Отечественной войны с 1941 года. Участвовал в обороне города Киева, в звании старшины одной из танковых частей Юго-Западного фронта с боями выходил из окружения, затем снова участвовал в боях и был ранен. В 1942 году стал членом ВКП(б). В феврале 1943 года окончил курсы «Выстрел».
Командир стрелкового батальона старший лейтенант Пётр Веретенников 2 октября 1943 года получил приказ форсировать Днепр и развернуть наступление в направлении села Крещатик Черкасского района Черкасской области Украины, где уже вторые сутки шли бои. В этот же день умело организовав переправу, первым со своим батальоном высадился на противоположном берегу. Под утро батальон под командованием Петра Веретенникова перешёл в наступление. Противник, успев обнаружить десантников, открыл по заранее пристрелянным участкам заградительный огонь. Но батальон упорно продвигался вперёд, отражая контратаки. Почти полмесяца продолжались упорные бои за овладение селом Крещатик.
Но свою награду Герой получить не смог: погиб в бою 13 ноября 1943 года. Похоронен в братской могиле в селе Свидивок близ города Черкассы (Украина).
Указом Президиума Верховного Совета СССР «О присвоении звания Героя Советского Союза офицерскому, сержантскому и рядовому составу Красной Армии» от 22 февраля 1944 года за «образцовое выполнение боевых заданий командования при форсировании реки Днепр, развитие боевых успехов на правом берегу реки и проявленные при этом отвагу и геройство» был удостоен посмертно звания Героя Советского Союза. Награждён также орденом Ленина.

## Память
- В 1965 году, в канун 20-летия Победы над фашистской Германией, Дмитровский городской совет переименовал улицу Заречную в улицу имени Героя Советского Союза П. М. Веретенникова.
- Имя Героя носили также комсомольско-молодёжная бригада на заводе в городе Дмитров и пионерская дружина школы села Богородицкое.
- Мемориальная доска в память о Веретенникове установлена Российским военно-историческим обществом на здании Богородицкой средней школы, где он учился.
- Информационный стенд с портретом и биографией героя установлен в селе Песчанокопское Ростовской области.